# Betalsystem
Ett betalsystem är ett system som möjliggör betalning på distans. Traditionellt har det skett via post vilket hanterats till exempel av bankgiro. Numera sker det ofta över öppna nätverk, till exempel via mobiltelefoner och internet.

## Grundpelare
Betalsystemens effektivitet och funktion bygger främst på tre grundpelare:

### Konsumenters förtroende
Konsumenterna vill inte att de data som överförs vid köp ska komma i orätta händer. Detta gäller kontoinformation såväl som information om kundens köpbetende. Icke-krypterade Internetförbindelser anses osäkra då konsumenten kan känna en rädsla för att någon oärlig person kan "lyssna av" kommunikationen.

### Säljare och köpares identifikation
Parterna måste i en affärssituation vara säkra på att de kan identifiera sig. Köparen vill veta att köparen betalar till den riktiga säljaren och inte till en bedragare. Köparen vill också kunna bevisa betalningen om säljaren skulle förneka den. Säljaren vill på samma sätt känna sig säker på vem säljaren har med att göra. Köparen kan ju efter genomfört köp hävda att köparen varken har beställt eller tagit emot vara eller tjänst.

### Dataintegritet
Parterna måste lita på att ingen har ändrat innehållet som en part sänder till en annan. Detta blir ett stort problem när data sänds över öppna nätverk

## Betalsystem, några typer
Man brukar urskilja några betalningsystem som angriper dessa problem på olika sätt:
- Betalkort med kryptering
- Trepartssystem
- Certifikatbaserade system, SET
- Internetbanker
- Virtuellt betalkort
- Virtuell plånbok

Här är exempel på system som är aktiva i Sverige:
- Bart var en bankrelaterad tjänst (Swedbank) för betalning i affärer i Sverige med mobiltelefon + QR-kod.
- SEQR[1] var en fristående tjänst (Seamless) för betalning i affärer i Sverige med mobiltelefon + QR-kod eller NFC.[2]
- Wywallet var en mobiloperatörersrelaterad tjänst (4T) för betalningar bland annat i affärer i Sverige med mobiltelefon + NFC-teknik.
- Swish betalning är en bankrelaterad tjänst även för mobiltelefoner som inte är en Iphone eller har Android-systemet.

I Sverige verkar trepartssystemen och Internetbankkontoren få störst genomslag på marknaden för konsumentförsäljning. Virtuella betalkort och betalningar via mobiltelefon är andra system som försöker ta marknadsandelar.